# Холивуд
Вижте пояснителната страница за други значения на Холивуд.
Холивуд (на английски: Hollywood) е квартал на Лос Анджелис, щата Калифорния, Съединените американски щати.
Намира се на северозапад от центъра на Лос Анджелис. Благодарение на своята популярност и историческа роля на център на киностудия и кинозвезди, Холивуд се е превърнал в синоним на американското кино и тв индустрия. Днес повечето телевизионна продукция е разпръсната в околните зони Бърбанк и Уестсайд, но значителна част от спомагателните функции (редактиране, ефекти, реквизит, пост-продукция, осветление) остават в Холивуд.
Много от емблематичните кина на Холивуд се използват за представянето на големи филмови премиери, а също и за връчване на Наградите на Академията. Холивуд е популярно място за нощен живот, туризъм и дом за Алея на славата.
Холивуд няма точно определени граници (Лос Анджелис няма официални квартали), но може да се направят някои заключения въз основа на плановете от 2002 и границите на съседните области. На североизточния край на „Fairfax Avenue“ и „Melrose Avenue“ има знак, който показва, че влизате в Холивуд.
Като част от Лос Анджелис, Холивуд няма собствена градска управа, но има назначено служебно лице, което служи като „почетен кмет“ при церемониални събития. Например до 10 януари 2008 г. „почетен кмет на Холивуд“ е Джони Грант (Johnny Grant), известен с прозвището си, заради предаността си към филмовата индустрия. Той умира на 84-годишна възраст. Джони Грант е известен с това, че представя знаменитостите, когато получават звездите си на булеварда на славата в Холивуд.